# 村前村
村前村（むらさきむら）は、愛媛県喜多郡にあった村。現在の内子町村前などにあたる。

## 地理
- 河川：小田川

## 歴史
- 1889年（明治22年）12月15日 - 町村制の施行により、近世以来の村前村が単独で自治体を形成。
- 1929年（昭和4年）12月26日 - 分割し、一部（池窪・亀井の約40戸）が天神村に、一部（本村・喜田村・甲上日地・乙上日地・穂積の約200戸）が大瀬村に、残部（中土・長前・北浦・深谷・下成・上成の約100戸）が五城村にそれぞれ編入。同日村前村廃止。五城村に編入された区域は同村大字村前となる。

## 人口
1910年の人口は1929、戸数は351。

## 経済
農業
『大日本篤農家名鑑』によれば村前村の篤農家は、「矢野行信、上田石衛」などである。

## 地域

### 出来事
大洲藩
元治二年 村前村穢多松五郎牢死、重罪につき渋草へ引捨てる。
元治二年、覚帳、郡奉行
十八日（〇二月）

## 出身・ゆかりのある人物
- 大星利三郎（1885年 - ?）[3] - 1912年、帝国在郷軍人会村前村分会副長に就任[3]。1918年、同村区長となり、1921年7月、国勢調査員を嘱託され、1922年1月より、在郷軍人分会長、村会議員、消防小頭等を歴任[3]。
- 大野唯吉（1873年 - ?、農業、政治家）[3] - 1912年、村前村信用組合理事となる[3]。1913年1月、村会議員に当選[3]。
- 大本石蔵（1865年 - ?、農業、政治家）[3] - 1896年、村会議員に選出された[3]。
- 河内彌衛（1895年 - ?、農業、政治家）[3] - 1922年2月、郡会議員に選出された[3]。
- 力石轟吉（1876年 - ?、政治家）[3] - 1915年12月、名誉助役となり1922年3月、同村長に当選[3]。
- 富岡関蔵（1882年 - ?、政治家）[3] - 1922年1月、村会議員に当選、同年3月助役となる[3]。
- 長尾清太郎（1870年 - ?、政治家）[3] - 1899年、区長[3]。1922年1月、村会議員に当選[3]。
- 山本好蔵（1883年 - ?、農業、製紙業）[3] - 1917年12月及び1921年12月の両期区長に選出された[3]。